# Dauwelshausen
Dauwelshausen ist eine Ortsgemeinde im Eifelkreis Bitburg-Prüm in Rheinland-Pfalz. Sie gehört der Verbandsgemeinde Südeifel an.

## Geographie
Dauwelshausen liegt im Naturpark Südeifel. Zur Gemeinde gehört auch der Wohnplatz Thielenhof.
Nachbarorte sind die Ortsgemeinden Sevenig bei Neuerburg im Norden, Scheitenkorb im Osten, Rodershausen im Süden und Gemünd im Südwesten.

## Geschichte
Bis zum Ende des 18. Jahrhunderts gehörte Dauwelshausen zur Grafschaft Vianden im Herzogtum Luxemburg. Zwei Stockgüter sind 1615 verzeichnet, die zur Meierei Karlshausen gehörten. Die ältesten noch existierenden Häuser gehen auf das 17. Jahrhundert zurück.
Mit der Annexion der Österreichischen Niederlande, zu denen Luxemburg und damit Dauwelshausen gehörte, durch französische Revolutionstruppen gehörte der Ort von 1795 bis 1814 zum französischen Wälderdepartement. Verwaltungstechnisch gehörte Dauwelshausen der Mairie Koxhausen im Kanton Neuerburg des Arrondissements Bitburg an.
1815 wurden wesentliche Teile des Rheinlands und damit auch Dauwelshausen auf dem Wiener Kongress dem Königreich Preußen zugeordnet. Von 1816 an wurde der Ort von der Bürgermeisterei Koxhausen verwaltet, die 1860 in der Bürgermeisterei Neuerburg-Land aufging. Die Bürgermeistereien gehörten zum Kreis Bitburg des Regierungsbezirks Trier, der 1822 Teil der neu gebildeten preußischen Rheinprovinz wurde.
Nach dem Ersten Weltkrieg zeitweise wieder französisch besetzt und nach dem Zweiten Weltkrieg der französischen Besatzungszone zugeordnet, ist der Ort seit 1946 Teil des damals neu gebildeten Landes Rheinland-Pfalz.
Statistik zur Einwohnerentwicklung
Die Entwicklung der Einwohnerzahl von Dauwelshausen, die Werte von 1871 bis 1987 beruhen auf Volkszählungen:
| Jahr | Einwohner |
| ---- | --------- |
| 1815 | 38        |
| 1835 | 80        |
| 1871 | 114       |
| 1905 | 115       |
| 1939 | 545       |
| 1950 | 106       |
| 1961 | 94        |

| Jahr | Einwohner |
| ---- | --------- |
| 1970 | 95        |
| 1987 | 92        |
| 1997 | 77        |
| 2005 | 92        |
| 2011 | 78        |
| 2017 | 77        |
| 2022 | 80        |

## Politik

### Gemeinderat
Der Gemeinderat in Dauwelshausen besteht aus sechs Ratsmitgliedern, die bei der Kommunalwahl am 9. Juni 2024 in einer Mehrheitswahl gewählt wurden, und dem ehrenamtlichen Ortsbürgermeister als Vorsitzendem.

### Bürgermeister
Wolfram Bollig wurde 1999 Ortsbürgermeister von Dauwelshausen. Bei der Direktwahl am 26. Mai 2019 wurde er mit einem Stimmenanteil von 87,23 % und am 9. Juni 2024 mit 81,4 % für jeweils weitere fünf Jahre in seinem Amt bestätigt.
Bolligs Vorgänger Josef Zell hatte das Amt von 1989 bis 1999 inne.

### Wappen
| Wappen von Dauwelshausen | Blasonierung: „Silber, gespalten durch schräglinken roten Balken, dieser belegt mit je zwei goldenen Eichenblättern und Eicheln (1:1:1:1), vorn schwarzer Wegweiser mit zwei Längstafeln, hinten blaue Kugel, belegt mit goldener Bogenleiste, begleitet von vier symmetrischen, gleichschenkligen schwarzen Dreiecken.“ |
| Wappen von Dauwelshausen | Wappenbegründung: Der Schild des Wappens hat als Grundfarbe Silber und einen Schräglinksbalken in Rot. Diese beiden Farben beziehen sich auf die Grafschaft Vianden (Lux.) und die Zehnt- und Fronverpflichtung über Jahrhunderte. Im Schrägbalken von links sind Eichenblätter und Eicheln in zweifacher Folge in Gold eingebracht. Eine blaue (Welt-)Kugel mit in Gold eingetragenem 50. Breitengrad n. Br. und vier schwarzen Dreiecken, zeigend in die Himmelsrichtungen, dominiert im linken unteren Feld Oben rechts findet sich ein gusseiserner Wegweiser mit zwei rechteckigen Hinweistafeln, die auf Ortschaften im Nahbereich zeigen. |

## Kultur und Sehenswürdigkeiten
- Wegekreuze, alter gusseiserner Wegweiser
- Wandern auf dem 50. Breitengrad, der durch Dauwelshausen verläuft

### Grünflächen und Naherholung
- Spielplatz
- Wandern auf markierten Wegen

### Veranstaltungen
- Jährliches Kirmes- bzw. Kirchweihfest wird am letzten Wochenende im Mai gefeiert.
- Traditionelles Ratschen oder Klappern am Karfreitag und Karsamstag
- Burgbrennen auf  der  Loh, am ersten Wochenende nach Aschermittwoch (sogenannter Scheef-Sonntag)[11][12]

### Verkehr
Dauwelshausen wird von der Landesstraße 1 (L 1) an das überregionale Straßennetz angeschlossen.